# Peter Koning
Pour les articles homonymes, voir Koning.
Peter Koning, né le 3 décembre 1990 à Venhuizen, est un coureur cycliste néerlandais.

## Biographie
Peter Koning naît le 3 décembre 1990 dans le village de Venhuizen à Drechterland en Hollande-Méridionale aux Pays-Bas.
En 2007, il est champion des Pays-Bas du contre-la-montre juniors.
Il intègre l'équipe Metec Continental en 2012, qui devient Metec-TKH Continental en 2013. En 2012, il est champion des Pays-Bas du contre-la-montre espoirs.
En 2015, Peter Koning devient coureur professionnel au sein de l'équipe australienne Drapac
Au mois d'octobre 2016, il signe un contrat en faveur de la nouvelle équipe irlandaise Aqua Blue Sport.

## Palmarès et résultats

### Palmarès par année
- 2007[1]
  -  Champion des Pays-Bas du contre-la-montre juniors
- 2008
  - 3e du championnat des Pays-Bas du contre-la-montre par équipes juniors
- 2009
  - Lippe Lap A7 Classic
- 2012
  -  Champion des Pays-Bas du contre-la-montre espoirs
- 2013
  - Ronde van Zuid-Oost Friesland
  - 2e de l'Olympia's Tour
- 2014
  - 1re étape du Tour de Slovaquie (contre-la-montre par équipes)
  - 1re étape du Czech Cycling Tour (contre-la-montre par équipes)
  - 2e de Ronde van Zuid-Holland
- 2016
  - 3e étape du Tour de San Luis
  - 2e étape du Tour d'Iran - Azerbaïdjan
- 2019
  - Tour de Mersin : 
    - Classement général
    - 3e étape

### Résultats sur les grands tours

#### Tour d'Espagne
1 participation
- 2017 : 141e

### Classements mondiaux
| Année            | 2012 | 2013 | 2014 | 2015 | 2016 | 2017   | 2018   |
| ---------------- | ---- | ---- | ---- | ---- | ---- | ------ | ------ |
| UCI Europe Tour  | 642e | 285e | 425e |      |      | 1 641e | 1 820e |
| UCI Asia Tour    |      |      |      | 358e | 118e |        |        |
| UCI America Tour |      |      |      |      | 273e |        |        |